# Henri Drouin
Henri Drouin, né le 6 décembre 1911 à L'Annonciation et mort le 29 mars 1992 à Amos, est un juge et homme politique québécois. Il était le député libéral du district d'Abitibi-Est de 1944 à 1948 et juge à la Cour supérieure du Québec de 1950 à 1976.